# 吕昭平
吕昭平 (1970年11月—)，安徽桐城人，中共党员，担任中国科学技术协会常委、北京科技大学副校长、教授。入选中华人民共和国教育部第八批"长江学者"特聘教授。